# Межпланетная революция
«Межплане́тная револю́ция» — один из первых советских мультипликационных фильмов, снятый в 1924 году. Совместное производство студии Межрабпом-Русь и ГТК (Государственного техникума кинематографии, ныне ВГИК), для которого этот мультфильм является первым.

## История создания
В 1924 году Василий Журавлёв опубликовал киносценарий «Завоевание Луны мистером Фоксом и мистером Троттом», который затем лёг в основу «Межпланетной революции» режиссёров Николая Ходатаева, Зенона Комиссаренко и Юрия Меркулова, также студентов ГТК. Мультфильм создавался как анимационная вставка для научно-фантастической ленты Якова Протазанова «Аэлита», но в итоге не вошёл в неё и был выпущен отдельно в виде пародии.

## Сюжет
Напуганные наступлением пролетариата по планете Земля, буржуа всех стран улетают в космос в надежде спасти себя и награбленные капиталы. Но и в космосе им не удаётся скрыться от мировой революции.

## Интересные факты
- Мультфильм находится в общественном достоянии, так как был выпущен более 70 лет назад.
- В мультфильме ненадолго появляется В. И. Ленин, умерший за несколько месяцев до премьеры «Межпланетной революции».

## О мультфильме
Первый известный фильм московских художников Меркулова, Комиссаренко, Ходатаева — «Межпланетная революция» (1924). Это двадцатиминутная сатирическая пародия на фильм Якова Протазанова «Аэлита». Мало кто знает, что по заказу игровых кинематографистов мультипликаторы делали эскизы для «Аэлиты». Авторы замахнулись на вполне современную идею совместить игровые сцены с анимационными. Но в последний момент Протазанов от этой идеи отказался. Тогда мультипликаторы и сделали самостоятельную работу. Поражают темпы производства. Анимационная «Межпланетная революция» была завершена в том же 1924 году, что и игровая лента «Аэлита».— Л. Малюкова («СВЕРХкино»)